# فرماندهی و تسخیر: اتحاد تایبریوم
«فرماندهی و تسخیر: اتحاد تایبریوم» (انگلیسی: Command & Conquer: Tiberium Alliances) یک بازی ویدئویی در سبک بازی برخط چندنفره گسترده است که توسط الکترونیک آرتس و در سال ۲۰۱۲ منتشر شد. «فرماندهی و تسخیر: اتحاد تایبریوم» در پلت‌فرم مرورگر وب منتشر شده‌است.